# Mark Henn
Mark Henn est un animateur et réalisateur américain ayant travaillé au sein des Studios Disney.

## Biographie
A la fin des années 1970, le Disney Training Program permet d'embaucher de jeunes animateurs ayant étudié à CalArts. Mark Henn débute aux Studios Disney comme intervalliste sur Rox et Rouky (1981). En 1980, il est engagé par Disney pour animer Mickey Mouse dans Le Noël de Mickey (1983) au travers du programme de formation lancé avec CalArts.
Sur Taram et le Chaudron Magique (1985), il anime Crapaud, le bras droit du Seigneur des Ténèbres et également Gurgi et Ritournel. Sur le film suivant, Basil, détective privé (1986), il dirige l'animation de Basil de Baker Street, le Docteur Dawson et Olivia Flaversham. Sur Oliver et Compagnie (1988), il anime principalement Oliver et sa maîtresse Jenny.
Le studio lui propose de travailler sur Qui veut la peau de Roger Rabbit (1988) mais cela nécessite de partir à Londres. Comme il avait commencer à fonder une famille mark refuse le départ en Angleterre mais accepte de déménager en Floride pour le film La Petite Sirène (1989).
En 1989, il s'installe en Floride pour monter le studio Walt Disney Animation Florida, installer au cœur de Walt Disney World Resort. Il a ensuite été le responsable d'animation d'Ariel dans La Petite Sirène, Belle dans La Belle et la Bête et de Simba jeune dans Le Roi lion. Il réalise le court métrage John Henry (2000).
Â la fermeture des studios Walt Disney Animation Florida, Henn retourne en Californie et travaille sur La ferme se rebelle (2004). Ensuite il devient consultant pour les studios d'animation internationaux (France, Japon, Australie). Il travaille ensuite pour de nombreuses productions de Disney.
En plus de son travail d'animateur, Mark Henn est un sculpteur sur bronze spécialisé dans les thèmes historiques et de l'Ouest américain.
Il a reçu le Prix Winsor McCay en 2012.

## Filmographie
- 1983 : Le Noël de Mickey, animateur de Mickey Mouse
- 1985 : Taram et le Chaudron magique
- 1986 : Basil, détective privé, superviseur de l'animation de Basil de Baker Street, Docteur Dawson et Olivia Flaversham
- 1988 : Oliver et Compagnie
- 1989 : La Petite Sirène, superviseur de l'animation d'Ariel
- 1990 : Le Prince et le Pauvre
- 1990 : Bernard et Bianca au pays des kangourous, superviseur de l'animation de Bernard et Miss Bianca
- 1991 : La Belle et la Bête, superviseur de l'animation de Belle
- 1992 : Aladdin, superviseur de l'animation de Jasmine
- 1994 : Le Roi lion, superviseur de l'animation de Simba jeune
- 1995 : Pocahontas, animateur du personnage de Pocahontas
- 1998 : Mulan, superviseur de l'animation de Mulan
- 2000 : John Henry
- 2001 : Mickey, la magie de Noël
- 2002 : Lilo et Stitch
- 2004 : La ferme se rebelle
- 2007 : Il était une fois, animateur de Giselle
- 2007 : Comment brancher son home cinéma, animateur de Dingo
- 2007 : Bienvenue chez les Robinson
- 2009 : La Princesse et la Grenouille, superviseur de l'animation de Tiana
- 2011 : La Ballade de Nessie
- 2011 : Winnie l'ourson, superviseur de l'animation de Winnie l'ourson et Jean-Christophe
- 2012 : Les Mondes de Ralph
- 2013 : Dans l'ombre de Mary, la Fée Clochette
- 2013 : À cheval !
- 2013 : La Reine des neiges
- 2014 : Les Nouveaux Héros
- 2016 : Zootopie